# Pécs ostroma (1664)
Pécs ostroma 1664. január 27-étől február 6-áig tartott. A várat a török védte Zrínyi Miklós és Wolfgang von Hohenlohe csapataival szemben. Mialatt az ostrom folyt, addig Zrínyi sikeres támadást intézett az eszéki híd ellen.

## Előzmények
1663-ban kitört a török elleni újabb háború. Keresztény részről balszerencsésen indult és a törökök elfoglalták Érsekújvárt. Az előző évből okulva a bécsi hadvezetés most már alaposan felkészült a háborúra és több mint kilencvenezer fős reguláris haderőt állított fel az osztrák, magyar és horvát hadakból, valamint a külföldi (német, francia, olasz, lengyel) kontingensekből.
Zrínyi nagyszabású hadjáratot tervezett a Dráva mentén, amit 1664 elején már meg is kezdhetett. Január 21-én kiegészítve seregét a Rajnai Szövetség hadaival és osztrák egységekkel, elindult Eszék irányába. Elfoglalta Berzence és Babócsa várakat, s több helyen jelentős károkat okozott a török védelmi rendszerben. Rövidesen elérték Pécset, amely a Dunántúl egyik legvirágzóbb városa volt a török hódoltságban.

## Az ostrom
A korabeli források nagy kiterjedésűnek tüntetik fel Pécset. A házak számát 6-7000-re tették, 16 mecsetje volt, s nagy kiterjedésű szőlők és gyümölcsösök övezték. Erős fal védte a várat, s a székesegyházból is várat alakított ki a török, nagy falakkal és vizesárokkal körülvéve, ami elválasztotta a várostól.
Zrínyi nyílt rohammal nem akart megpróbálkozni a nagy erősség bevételére, sokkal inkább rajtaütést akart kivitelezni. Január 27-én Pellérdnél állomásozott, s a következő nap már a város alatt volt. A német csapatok megrohanták Pécset, s nyomban bevették a külvárosokat. Január 29-én a belváros került a keresztények kezére, de a várat sehogy sem tudták elfoglalni. Két napig dúló harcok után az erősséget a török megtartotta. Január 31-én Zrínyi Esterházy Pállal a horvát-magyar lovasság élén elindult Eszékre, hogy az ottani tölgyfahidat elpusztítsa, melynek óriási stratégiai jelentősége volt. Von Hohenlohe generális tovább ostromolta a várat, addig Zrínyiék elfoglalták Dárdát és elérték az eszéki hidat. A nagyvezír Köprülü Ahmed éppen Nándorfehérváron volt, és már korábban rájött, mire készül a bán, így hát maga próbálta megakadályozni a híd elpusztítását. Gyorsan a Szerémség felé vette az útját, de elkésett. Zrínyi a hidat felgyújtotta, s az időjárás is őt segítette. Az építmény két nap alatt leégett a nagy szélben, ezután a bán visszatért Pécsre, útközben még elpusztította Baranyavárat, s a vidékről elűzte a lakosokat. Minden értéket magával vitt, hogy a török ne találjon utánpótlást, ha erre vonul.
Közben a Pécs ostrománál maradt hadakból néhány gyalogsági alakulat is támadást intézett keleti irányba és egészen Mohácsig nyomult előre, kiűzve az ottani erősségekből a törököket.
Február 6-án feloldották a pécsi ostromzárat, a várat nem sikerült bevenni, de a hadjárat elérte célját.

## További események
Az eszéki híd elpusztításával egy fontos utánpótlási útvonala veszett oda a törököknek. Elvágták egymástól a horvát hódoltságot, s a drávai várakat a kanizsaitól. Zrínyi sikerét egész Európában ünnepelték és főparancsnokká nevezték ki Raimondo Montecuccoli mellett.
Zrínyi gyorsan javaslatot terjesztett elő, hogy támadják meg mihamarabb Kanizsát, amíg a török ki nem küszöböli a káoszt. De az udvar szokásához híven tétovázott, mert nem szívesen akarta ezt a háborút a törökökkel. Kanizsa ostromára így késve került sor, s nem csoda, hogy kudarccal végződött.